# Affari al buio - New York
Affari al buio: New York (Storage Wars: New York) è un reality televisivo statunitense del 2013, prodotto da Original Productions. La serie segue le vicende di un gruppo di persone a caccia di magazzini, nella città di New York. Nell'edizione originale, la serie è narrata da Thom Beers, mentre in quella italiana da Paolo Marchese.
Nata come spin-off di Affari al buio, la serie è stata trasmessa per la prima volta negli Stati Uniti su A&E Network dal 1º gennaio all'8 novembre 2013, mentre in Italia su History dal 12 marzo 2013 all'8 aprile 2014.

## Episodi

### Stagione 1
| nº | Titolo originale                          | Titolo italiano           | Prima TV USA    | Prima TV Italia |
| -- | ----------------------------------------- | ------------------------- | --------------- | --------------- |
| 1  | Beg, Borough, or Steal                    | Scontri a Brooklyn        | 1º gennaio 2013 | 19 marzo 2013   |
| 2  | Lady Luck Comes to Harlem                 | I tesori di Harlem        | 1º gennaio 2013 | 12 marzo 2013   |
| 3  | Straight Outta Connecticut                | Una seconda possibilità   | 8 gennaio 2013  | 26 marzo 2013   |
| 4  | The Shore Thing                           | Tutti in spiaggia         | 8 gennaio 2013  | 19 marzo 2013   |
| 5  | Long Island City of Dreams                | La città dei sogni        | 15 gennaio 2013 | 26 marzo 2013   |
| 6  | I've Got a Bridge to Sell You in Brooklyn | Nel verde della periferia | 15 gennaio 2013 | 12 marzo 2013   |

### Stagione 2
| nº | Titolo originale             | Titolo italiano                 | Prima TV USA     | Prima TV Italia |
| -- | ---------------------------- | ------------------------------- | ---------------- | --------------- |
| 1  | The Walking Bid              | Fuochi d'artificio              | 9 luglio 2013    | 11 marzo 2014   |
| 2  | A Turtle Grows in Harlem     | A caccia di fortune             | 9 luglio 2013    | 11 marzo 2014   |
| 3  | An Embarrassment of Richards | Si torna a scuola               | 16 luglio 2013   | 11 marzo 2014   |
| 4  | Hi-Text... Hi-Jinx           | Un bicchiere di vino!           | 16 luglio 2013   | 11 marzo 2014   |
| 5  | Da Bronx Tale                | La scuola della fortuna         | 23 luglio 2013   | 18 marzo 2014   |
| 6  | Pig in a Puck                | La maledizione di Brooklyn      | 23 luglio 2013   | 18 marzo 2014   |
| 7  | Legends of the Fog           | A casa a mani vuote!            | 30 luglio 2013   | 18 marzo 2014   |
| 8  | As the World Bids            | Giocattoli d'epoca              | 30 luglio 2013   | 18 marzo 2014   |
| 9  | The Forgotten Borough        | Il cavallo da polo              | 6 agosto 2013    | 25 marzo 2014   |
| 10 | Snakes in a Locker           | Giocare sporco                  | 6 agosto 2013    | 25 marzo 2014   |
| 11 | School of Lock               | Quantità o qualità              | 13 agosto 2013   | 25 marzo 2014   |
| 12 | Breaking Bank                | Ritorno ad Harlem               | 13 agosto 2013   | 25 marzo 2014   |
| 13 | A Few Good Bids              | Vecchie monete                  | 20 agosto 2013   | 1º aprile 2014  |
| 14 | Bidding in the Rain          | Un'idea brillante               | 20 agosto 2013   | 1º aprile 2014  |
| 15 | East River Gold              | Annegare tra i liquori d'annata | 1º novembre 2013 | 1º aprile 2014  |
| 16 | Bid With a Bang              | In cerca di vintage             | 1º novembre 2013 | 1º aprile 2014  |
| 17 | Auction Haunters             | Un tuffo negli anni '60         | 8 novembre 2013  | 8 aprile 2014   |
| 18 | Bid Master Funk              | All'arrembaggio del formaggio   | 8 novembre 2013  | 8 aprile 2014   |
| 19 | It Takes a Queen's Village   | Il nuovo acquirente             | 8 novembre 2013  | 8 aprile 2014   |
| 20 | Drags to Riches              | L'ultima asta                   | 8 novembre 2013  | 8 aprile 2014   |

## Personaggi e interpreti
- La Leggenda, interpretato da Joe Pauletich, doppiato da Edoardo Nordio e Enrico Pallini.
- La Rossa, interpretata da Candy Olsen.
- La Guerriera, interpretata da Courtney Wagner, doppiata da Benedetta Degli Innocenti.
- Lo Spaccone, interpretato da Chris Morelli, doppiato da Fabrizio Russotto.
- Il Giudizioso, interpretato da Tad Eaton, doppiato da Roberto Certomà.
- Il Trafficchino, interpretato da Mike Braiotta.
- Big Steve, interpretato da Steve Valenti, doppiato da Mauro Gravina.
- Il Battitore, interpretato da D. Todd McCormick.